# المعزب (حفاش)
المعزب هي إحدى قرى عزلة بيت الشماع بمديرية حفاش التابعة لمحافظة المحويت، بلغ تعداد سكانها 268 نسمة حسب تعداد اليمن لعام 2004.